# Cyperus kyllingiformis
Cyperus kyllingiformis är en halvgräsart som beskrevs av Kaare Arnstein Lye. Cyperus kyllingiformis ingår i släktet papyrusar, och familjen halvgräs. Inga underarter finns listade i Catalogue of Life.